# Khea

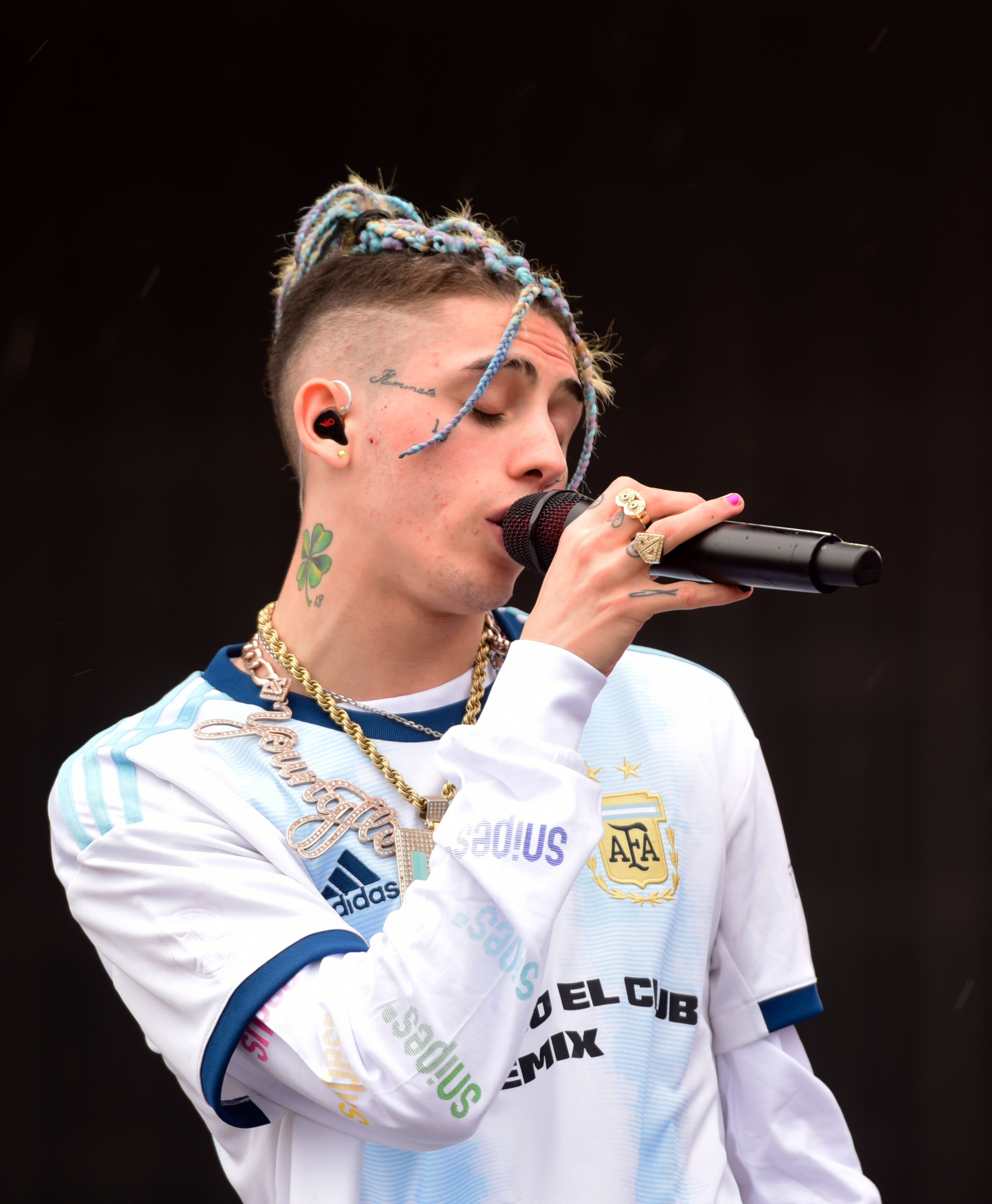
Khea

Ivo Alfredo Thomas Serue (n. 13 aprilie 2000, Virreyes⁠(d), Buenos Aires, Argentina), mai cunoscut după numele său de scenă Khea, este un rapper argentinian. 
A început, ca mulți alți tineri din Argentina, forțându-și cariera pe străzi, crescând pentru a-și da o identitate muzicală.

## Biografie
De la o vârstă fragedă și-a dezvoltat gustul pentru muzică, de aceea a decis să se dedice ca cântăreț. Primii pași ai lui Khea în industria muzicală au fost participarea la diferite festivaluri de muzică și a desfășurat mici activități de freestyle care l-au determinat să se adâncească în această fațetă în curs de dezvoltare rapidă. Înainte de a împlini 18 ani, Khea făcea deja primele sale compoziții 
După ce a participat la câteva bătălii de rap în piețele din Buenos Aires, s-a alăturat lui Mueva Records. Videoclipul muzical „Loca”, în colaborare cu Cazzu și Duki obținând 461 de milioane de vizualizări pe platforma YouTube, acesta fiind cel mai vizionat videoclip din țara argentiniană, a lansat ulterior un remix al melodiei Loca cu artistul urban Bad Bunny obținerea a peste 139 de milioane de vizite pe YouTube. 
În mai 2019, a ajuns la 14 milioane de ascultători lunari pe Spotify, poziționându-se ca fiind 180 dintre cei mai ascultați din lume.